# Kinderspel

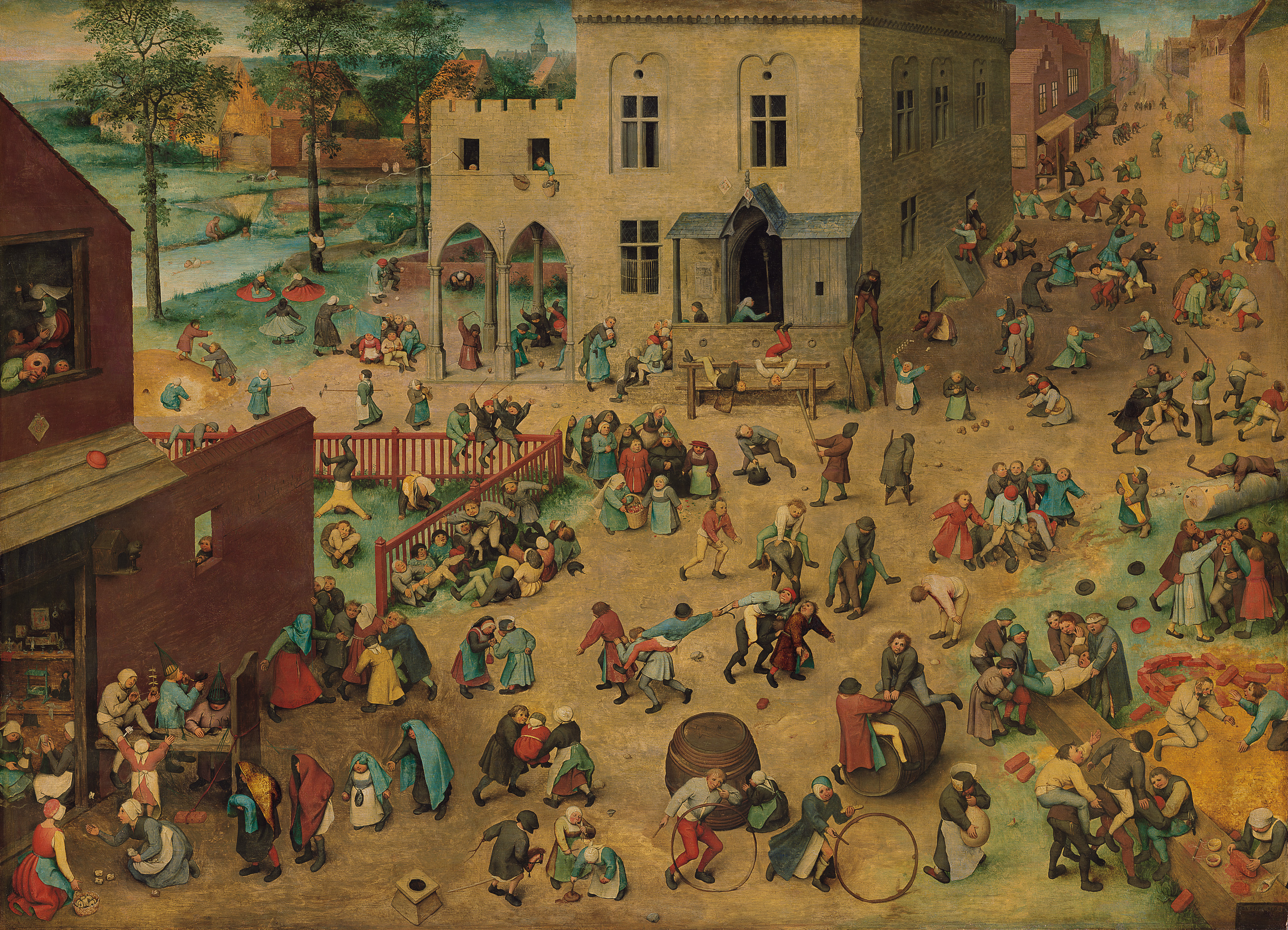
Het schilderij Kinderspelen (1560) van Pieter Bruegel de Oude toont 80 spelletjes, o.a.: hoepelen, bikkelen, boomklimmen, de berg is mijn, hoedjes maken, stokpaardje rijden, tollen met een zweep, enz.

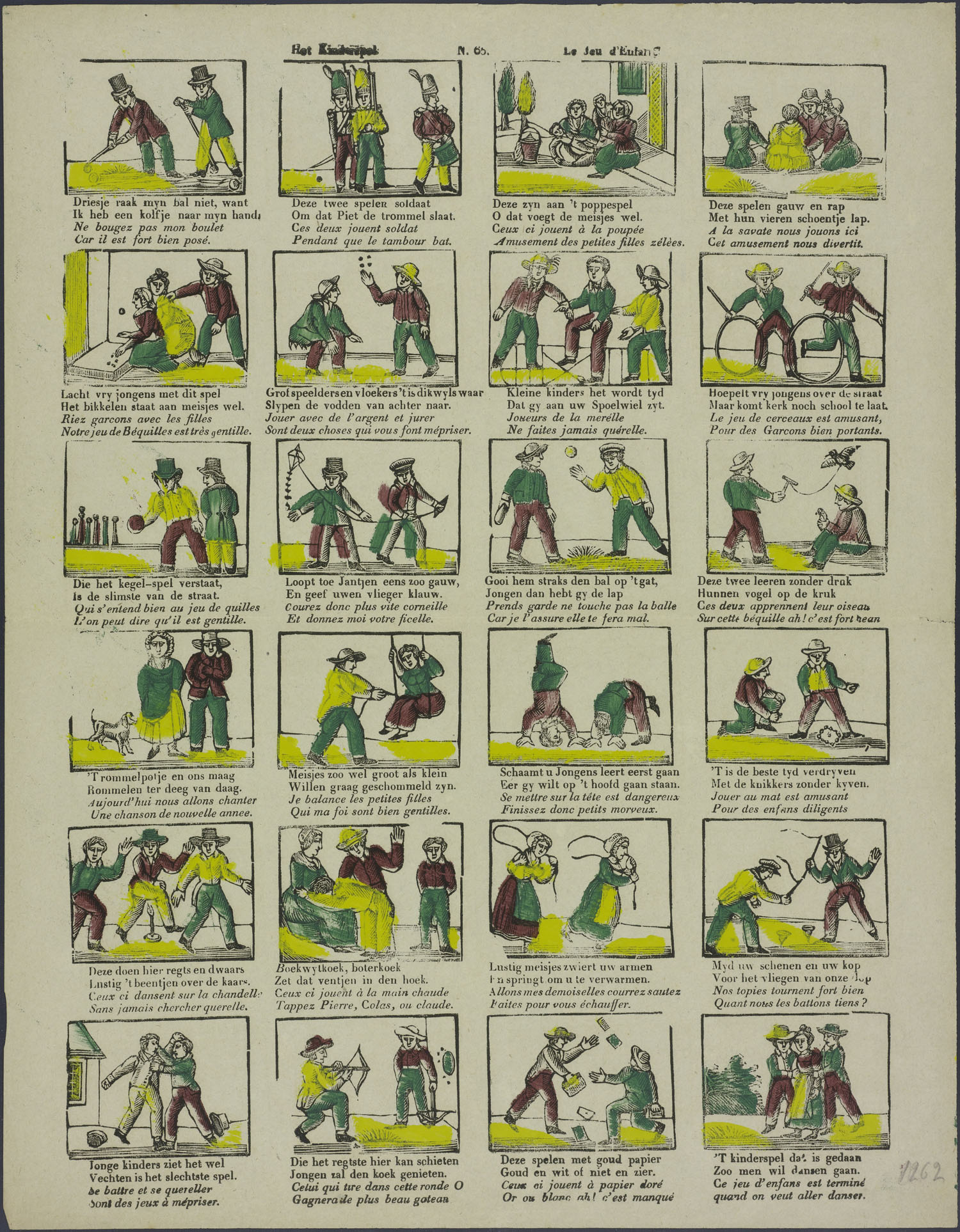
Kinderspelen op een centsprent van ca. 1840; o.a. soldaatje spelen, met poppen spelen, hoepelen, kegelen, vliegeren, schommelen, knikkeren, touwtje springen, tollen en dansen.

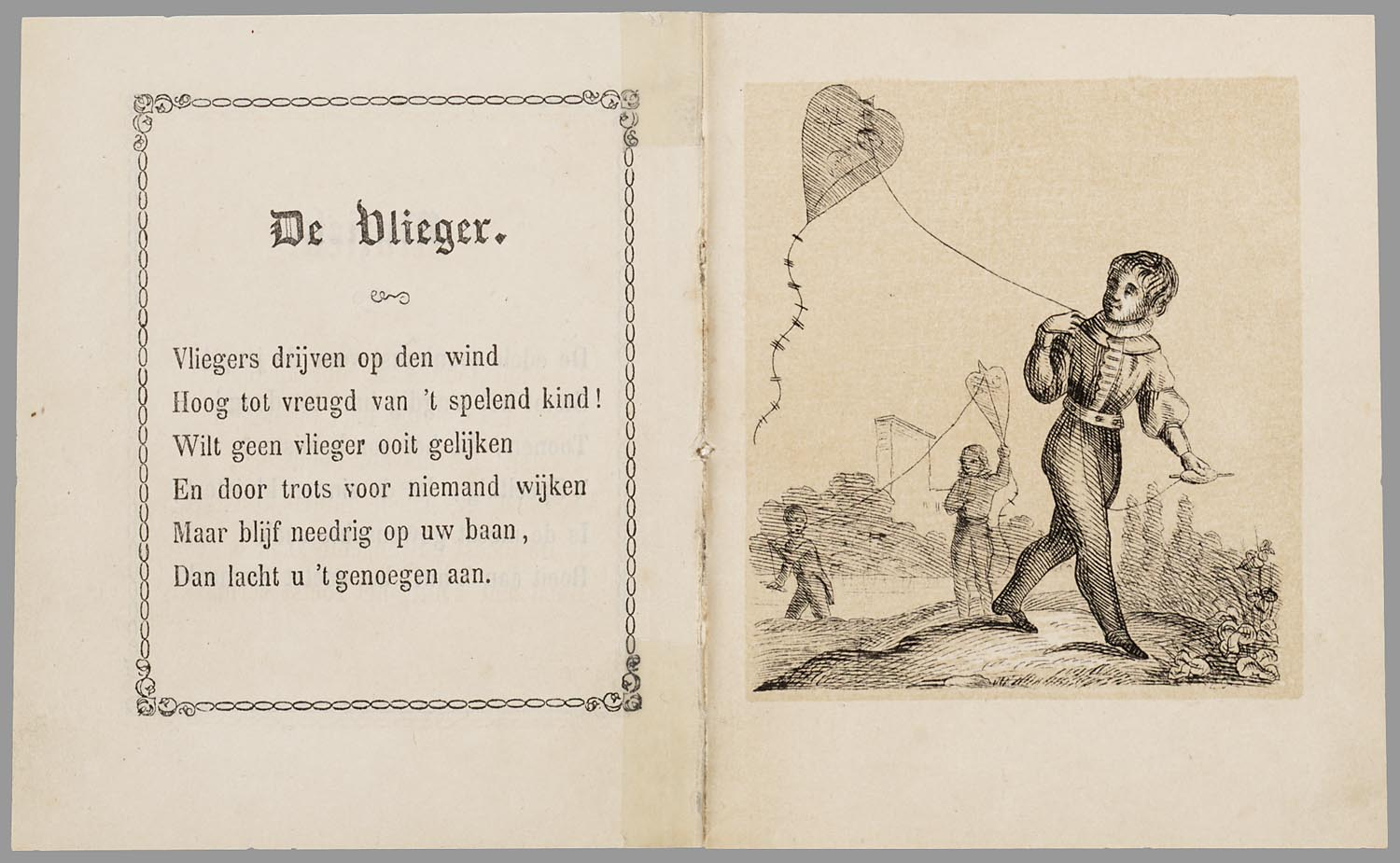
In Verlustiging voor brave jongens (1854) zijn o.a. afgebeeld: koten, stenen werpen, vangertje, wippen, haasje-over en hier vliegeren.

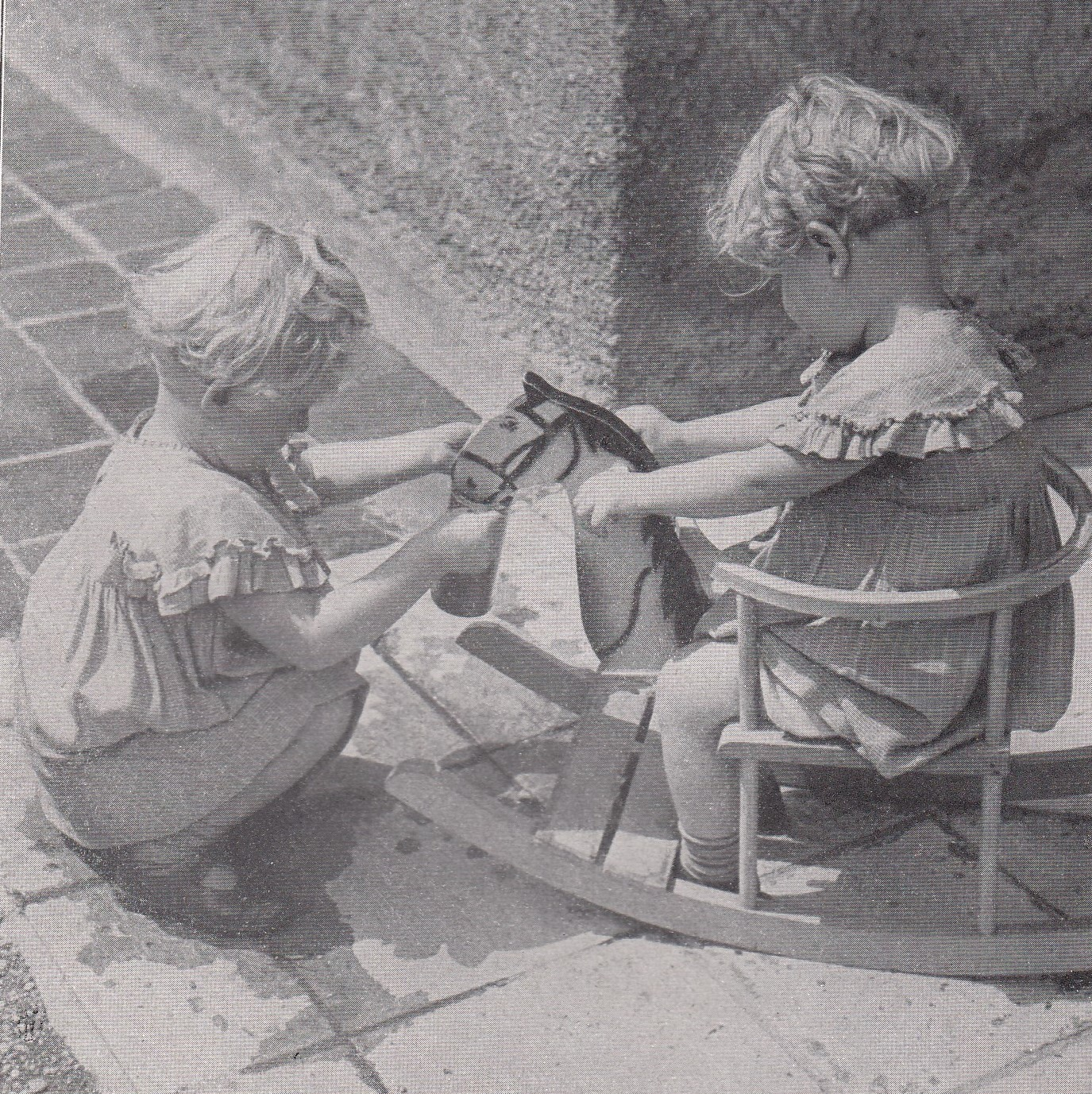
Twee jonge kinderen spelen dat ze een hobbelpaard voeren (ca. 1935).

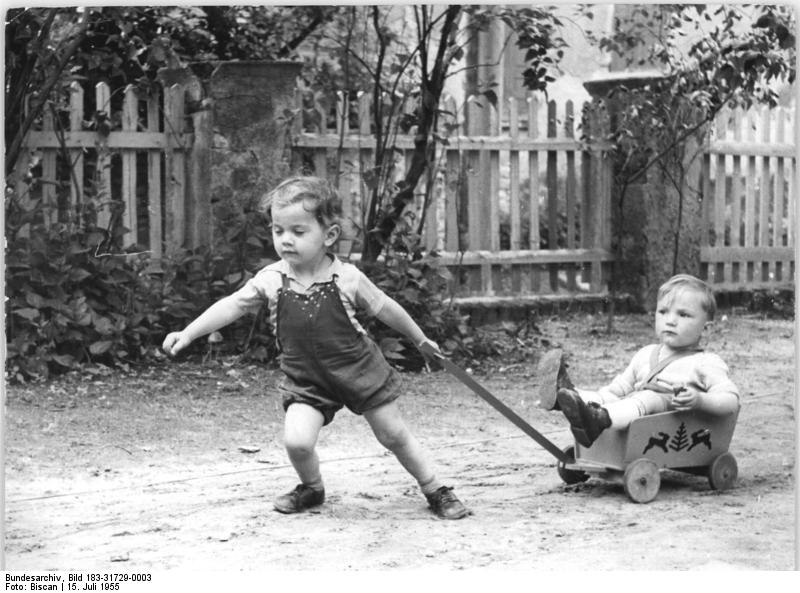
Twee kleine kinderen spelen met een kar (ca. 1955).

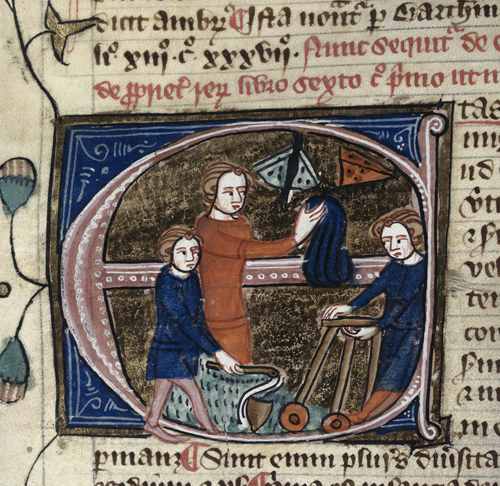
Middeleeuwse miniatuur met drie kinderen die onder meer met een tol en zweep spelen en vlinders vangen (14e eeuw).

Kinderspel is het spelen van kinderen en het kenmerkende spel dat kinderen spelen in de leeftijd van ongeveer 1,5 tot ongeveer 12 jaar oud.
Bekende voorbeelden zijn: met poppen of autootjes spelen, vadertje-en-moedertje spelen, verstoppertje, tikkertje, touwtjespringen en knikkeren.

## Soorten en betekenis kinderspelletjes
Wezenlijk voor elke vorm van spelen is dat het in de kern draait om plezier, dat kinderen op kunnen gaan in een spel en dat het vrijwillig is, zonder opdracht of verplichting. Tegelijk is dat spelen zeer waardevol voor de persoonlijke en sociale ontwikkeling van het kind. Bij het spel kan het kind op een speelse manier lichamelijke, motorische, cognitieve, probleemoplossende, emotionele en sociale vaardigheden ontwikkelen; het spelen stimuleert taalontwikkeling; het vergroot het inlevingsvermogen; en sommige spelen helpen het kind om zich een voorstelling te maken van mogelijke activiteiten later als volwassene.
Kinderen beginnen met kinderspel vanaf de fase van dreumes (rond de 1,5 jaar oud): met een bal heen en weer rollen, blokjes door de juiste vormpjes in de deksel van de blokkendoos doen. In elke leeftijdsfase groeit het spelgedrag verder uit: eenvoudig rollenspel bij kleuters (de pop zogenaamd te drinken geven), interactief thematisch rollenspel vanaf ongeveer 6 jaar (winkeltje spelen met een groep) en daarnaast constructief spel (een huis bouwen van lego) en gemeenschapsspel met vaste regels (overlopertje). Hoe ouder het kind wordt, hoe langer het kan opgaan in een spel. Kinderen laten zowel het rollenspel als het constructieve spel achter zich als ze de echte activiteit gaan beheersen (niet meer 'doen alsof' je een brief schrijft, maar er echt eentje schrijven en versturen).
Er is een grote verscheidenheid aan kinderspelen: het kan gaan om binnenspelen of buitenspelen; het kind kan alleen spelen of samen met één of meerdere andere kinderen; en er kan gebruik worden gemaakt van speelgoed / speeltoestellen of juist niet. De spelletjes lopen dus uiteen van een treinbaan bouwen tot hinkelen, van fantasiespel tot zakdoekje leggen, en van schommelen tot tikkertje.
De speelwijze wordt geleerd van volwassenen of afgekeken bij andere kinderen, waarna kinderen in staat zijn deze kinderspelen zelfstandig te spelen (zichzelf te vermaken). De spelletjes kunnen thuis of op het schoolplein worden gedaan, maar ook tijdens een kinderfeestje of kinderkamp.
Het leeftijdsgebonden spelgedrag neemt sterk af vanaf de middelbare-schoolleeftijd (rond de 12 jaar). Tieners kunnen probleemloos nog weleens meedoen aan dingen als stoepranden, forten bouwen op het strand of een sneeuwballengevecht (zeker samen met jongere broertjes of zusjes). Maar een groep 17-jarigen gaat niet meer onderling knikkeren, hinkelen of met een theeserviesje spelen - dat wordt dan als, letterlijk, 'kinder-achtig' ervaren. Zij zijn al bezig alle verworven vaardigheden uit hun kindertijd toe te passen in het echte leven.

## Voorbeelden van kinderspelen
- Bliklopen
- Blindemannetje
- Bokspringen of haasje-over
- Boompje verwisselen
- Busjekruit
- Draadfiguren maken (met een rondlopende draad rond je vingers)
- Elastieken
- Ezeltje-prik
- Fantasiespel / doen alsof-spel / rollenspel (vadertje-en-moedertje, schooltje, winkeltje, bed als boot, soldaatje, prinses-en-riddertje, elfjes, enz.)
- Hinkelen
- Hoepelen
- Hutten bouwen
- Jojoën
- Kaatseballen (eventueel met kaatseballiedje)[7]
- Kinderliedjes met kinderspel
  - dansliedjes[8]
  - klapliedjes[9]
  - liedjes met bewegingen[10]
  - met vuisten stapelen[11]
  - met spelletjes / kringspelen[12]
  - touwtjespringliedjes[13]
- Knikkeren
- Koppeltjeduikelen op bed of op de bank
- Met bal spelen
- Met blokken / blokkendoos spelen
- Met lego / duplo / playmobil / meccano spelen
- Met speelgoedautootjes / speelgoedtreintjes / speelgoedvliegtuigjes / speelgoedpaardjes spelen
- Met theeserviesje spelen
- Met poppen, poppenwagen, poppenkleertjes en poppengoed[14] spelen
- Met alledaagse voorwerpen spelen (grote lege doos, gebruikt inpakpapier, oud laken, lege luciferdoosjes, bakvormpjes, pan of vergiet, enz.)
- Op de wipwap
- Op het hobbelpaard
- Overlopertje
- Propjes, papieren pijltjes of besjes schieten door een blaaspijp (in een lege emmer of wie het verste kan)
- Rijden op een stokpaardje
- Rolschaatsen
- Rondrijden op een driewieler, op een step, met een skelter
- Schommelen
- Sneeuwpret (sneeuwballen gooien, sleetjerijden, sneeuwpop maken)
- Stand in de mand
- Steltlopen
- Stoeien, ravotten, elkaar kietelen
- Stoelendans
- Stoepranden
- Tikkertje
- Touwtjespringen
- Trampolinespringen (ook: op bed springen, op de bank springen)
- Trekfiguren (m.n. trekeend, trekhondje of trekpaardje op wielen) aan een touwtje meetrekken
- Tollen
- Verstoppertje
- Verkleden (verkleedkist)
- Vliegeren
- Waterpret (in teil met water, opblaasbaar zwembadje, elkaar natspuiten met tuinslang, onder de sproeier)
- Zakdoekje leggen
- Zaklopen
- In de zandbak of op het strand met zand spelen (bijv. met emmertje-schepje spelen, zandkastelen bouwen, fort bouwen langs de branding bij opkomende vloed)

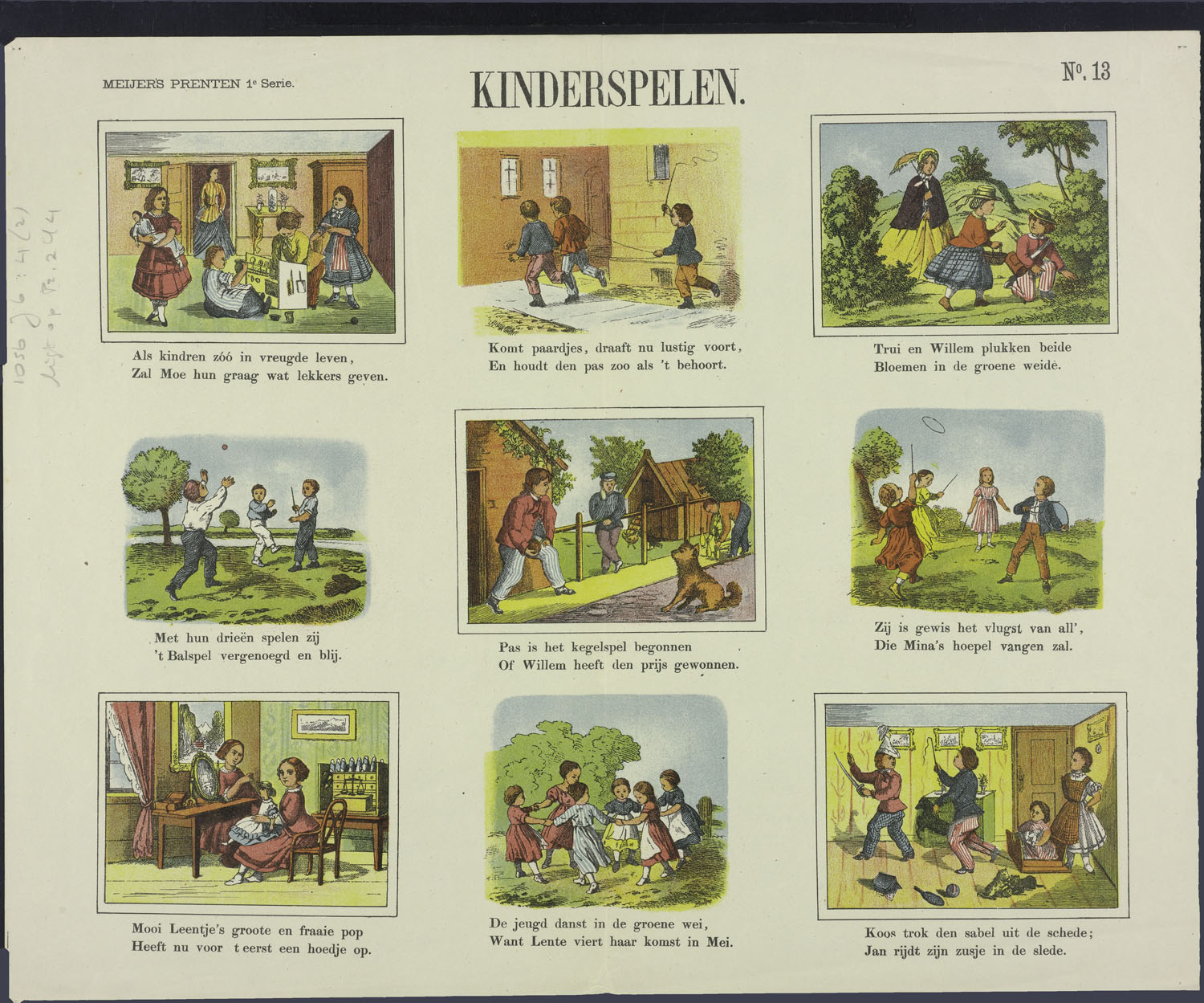
Kinderspel op een centsprent (ca. 1900): met poppen en keukentje spelen, paardje spelen, bloemen plukken, ballen, kegelen, met een hoepeltje gooien, poppen aankleden, dansen in de wei en soldaatje spelen.

Deze lijst is bij lange na niet volledig. Kinderen kunnen bovendien ter plekke heel nieuwe spelletjes verzinnen en daarbij onderling regels vaststellen (spelletjes die niet altijd de goedkeuring van de ouders zullen wegdragen).
Bijvoorbeeld alle kussens van de bank op de grond uitspreiden en kijken wie het verste van de vensterbank af kan springen (competitief spel). Of: een kind gaat de gang op en de anderen verplaatsen één voorwerp in de kamer - terwijl het kind zoekt wat het is, kunnen anderen aanwijzingen geven met 'warm' of 'koud'; eenmaal gevonden gaat een ander kind de gang op en mag hij een voorwerp verzetten (raadspel). Of bij het buitenspelen: het ene kind gaat met z'n ogen dicht bij een ander achter op de fiets. Deze fietst een zo kronkelig mogelijke route. Als ze stilstaan moet het kind met nog gesloten ogen raden waar ze zijn (raadspel buitenspelen). Of een proefspel: met een blinddoek om krijgen de kinderen een lepeltje etenswaar van een ander kind (van jam of kaas tot droge basilicum of ongekookte rijst) - wie het eerste z'n mond niet (meer) open durft te doen, is af (vertrouwensspel).
Het aantal van dit soort zelfverzonnen spelletjes is onbeperkt en ze zullen zelden worden gedocumenteerd.

### Aftelversje vooraf
Bij sommige spelletjes moet er vooraf een kind worden uitgekozen, bijvoorbeeld om hem "te zijn" (tikkertje, blindemannetje, verstoppertje, enz.) of om als eerste te beginnen (bijv. bij zakdoekje leggen). Om een willekeurig kind te kiezen, gebruiken kinderen meestal een aftelversje, bijvoorbeeld: 'Iene miene mutte', 'Ake bake bonestaken' of 'Iet wiet waait weg'.
Er zijn ook spelliedjes om kinderen in twee willekeurige groepen te verdelen, bijvoorbeeld 'Witte zwanen, zwarte zwanen'.

## Problemen bij het spelen en kattenkwaad
Het spelen kan soms uitlopen in ruzie, een huilbui of een valpartij. Ouders kunnen dan kort ingrijpen en een kind aanzetten tot sociaal wenselijk gedrag ("nu mag de ander even op de step"), troosten (kind komt even op schoot zitten om uit te huilen) of de pijnlijke knie of schaafwond bekijken ("kusje... over!"). Meestal kan het spel daarna snel worden hervat of wordt er een andere bezigheid verzonnen.
Spelletjes kunnen ook ontaarden in kleine rampen, vaak doordat het kind de gevolgen van zijn spel nog niet overziet. Bijvoorbeeld bij het kappertje spelen kan een kind op het idee komen om met een echt (kinder)schaartje plukken uit het haar van de pop of van een ander kind te knippen. Een pot zalf kan over de kinderen zelf (haren, kleren), meubels of tapijt worden uitgesmeerd. En een stuiterbal kan, binnen gebruikt, nogal wat schade aanrichten aan lampen of vazen.
Er bestaan ook spelletjes die opzettelijk ondeugend/stout zijn, mensen voor de gek houden of zelfs gevaarlijk zijn. Deze worden meestal door oudere kinderen gedaan. Bekende voorbeelden zijn belletje trekken; een portemonnee aan een touwtje neerleggen en wegtrekken als iemand hem wil oprapen; een munt aan de stoep vastplakken; en papieren pijltjes of besjes met een blaaspijp door openstaande ramen schieten. Deze spelletjes worden niet gerekend tot het kinderspel, maar tot het uithalen van kattenkwaad.
Kinderen lijken bij het spelen te beschikken over onuitputtelijke energie. Ze kunnen langdurig fysiek actief spelen, buiten rondrennen en sprintjes trekken ("wie het eerste bij de voordeur is!") en ze hebben gewoonlijk veel meer uithoudingsvermogen dan (ongetrainde) ouders. Onderzoek heeft uitgewezen dat de stofwisseling vóór de puberteit anders werkt dan bij volwassenen en daardoor in staat is om snel energie op te wekken. Dit zou het verschil tussen volwassenen en kinderen deels kunnen verklaren.

## Andere bezigheden van kinderen en verveling

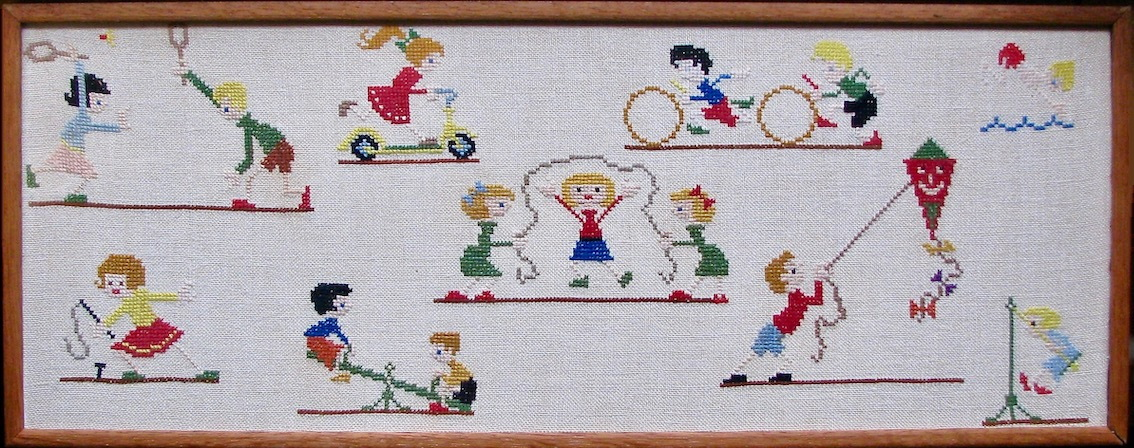
Borduurwerk met negen spelletjes (gemaakt door 14-jarige in 1960): badmintonnen, steppen, hoepelen, zwemmen, tollen, wippen, touwtjespringen, vliegeren en schommelen.

Kinderen hebben nog vele andere - even zinvolle - bezigheden die niet tot het kinderspel in enge zin worden gerekend. Bijvoorbeeld omdat er geen spelelement in zit (kleuren, tekenen, knutselen, legpuzzel maken, stripboek of kinderboek lezen/voorgelezen worden); omdat het gaat om een ouder die met een kind speelt (kiekeboe, 'Daar komt een muisje aangelopen', een knielied als 'Hortsikpaardje') of het spel op touw zet of begeleidt (speurtocht, koekhappen); omdat het spel niet specifiek van of voor kinderen is (bordspelen, kaarten, woordspelletjes, raadspelletjes, schaken, met huisdieren spelen); of omdat de bezigheid wordt gerekend tot sport (voetballen), dans (ballet), toneel (meedoen aan de afscheidsmusical) of muziek (blokfluit spelen). De grens hiertussen is niet altijd haarscherp.
Tussen school, kinderspel en andere bezigheden door, kunnen er bij het kind ook momenten van verveling ontstaan. Kortdurende verveling (van een minuut of tien) heeft een nuttige uitwerking op het brein: er zijn even geen prikkels, daardoor kan het tot rust komen, juist in die rusttoestand komen de hersenen tot creativiteit, en hierdoor komt het kind zelf op ideeën wat het zou kunnen gaan doen. Hierdoor leert het kind om invulling te geven aan zijn vrije tijd, om zelf vorm te geven aan zijn leven.
Duurt de verveling langer kan de ouder suggesties doen (naar de bieb gaan, kijken of de buurkinderen thuis zijn), zelf iets gaan doen met het kind (een bordspel, gaan voorlezen) of het kind betrekken bij de eigen bezigheden (meegaan met boodschappen doen). Keert de verveling chronisch terug, dan kan er een achterliggend probleem zijn: het kind is bijvoorbeeld eigenlijk vermoeid, het is teleurgesteld omdat een vriendje niet kan komen spelen of het aanwezige speelgoed is te weinig uitdagend voor zijn leeftijd.

## Speelgoed opruimen
Van jongs af aan kan het kind worden geleerd dat na het spelen het speelgoed moet worden opgeruimd. Ouders kunnen een baby al betrekken bij het opruimen door het te benoemen ("kijk, nu doen we alle autootjes weer in de opbergdoos"). Vanaf de dreumes-leeftijd kan het kind de ouder helpen met kleine, overzichtelijke klusjes (alle doppen op de stiften doen, alle puzzelstukjes in de doos stoppen). Vanaf ongeveer 7 jaar is een kind dan in staat zelfstandig op te ruimen.
Kinderen hebben zelden zin om op te ruimen. Het kan helpen om de kinderen vooraf te waarschuwen ("jongens, over vijf minuten is het tijd om te gaan opruimen"), zodat ze tijd hebben om hun spel af te ronden. Het scheelt ook als er een vaste opbergplek is - een speelgoedkist, planken met opbergdozen of een kast - waarin het speelgoed een begrijpelijke plek heeft (alle knikkers in de knikkerzak, het springtouw in de doos met buitenspeelgoed). Een opgeruimde woonkamer of kinderkamer is ook in het belang van het kind: in een kamer waar een grote hoeveelheid speelgoed rondslingert als rommel, leidt elk volgend stuk speelgoed af van het vorige en komt het kind niet meer tot spel. In een opgeruimde kamer is er de volgende dag, letterlijk, weer ruimte om tot nieuw spel te komen.

## Voorbeelden van kinderspel en speelgoed in de geschiedenis

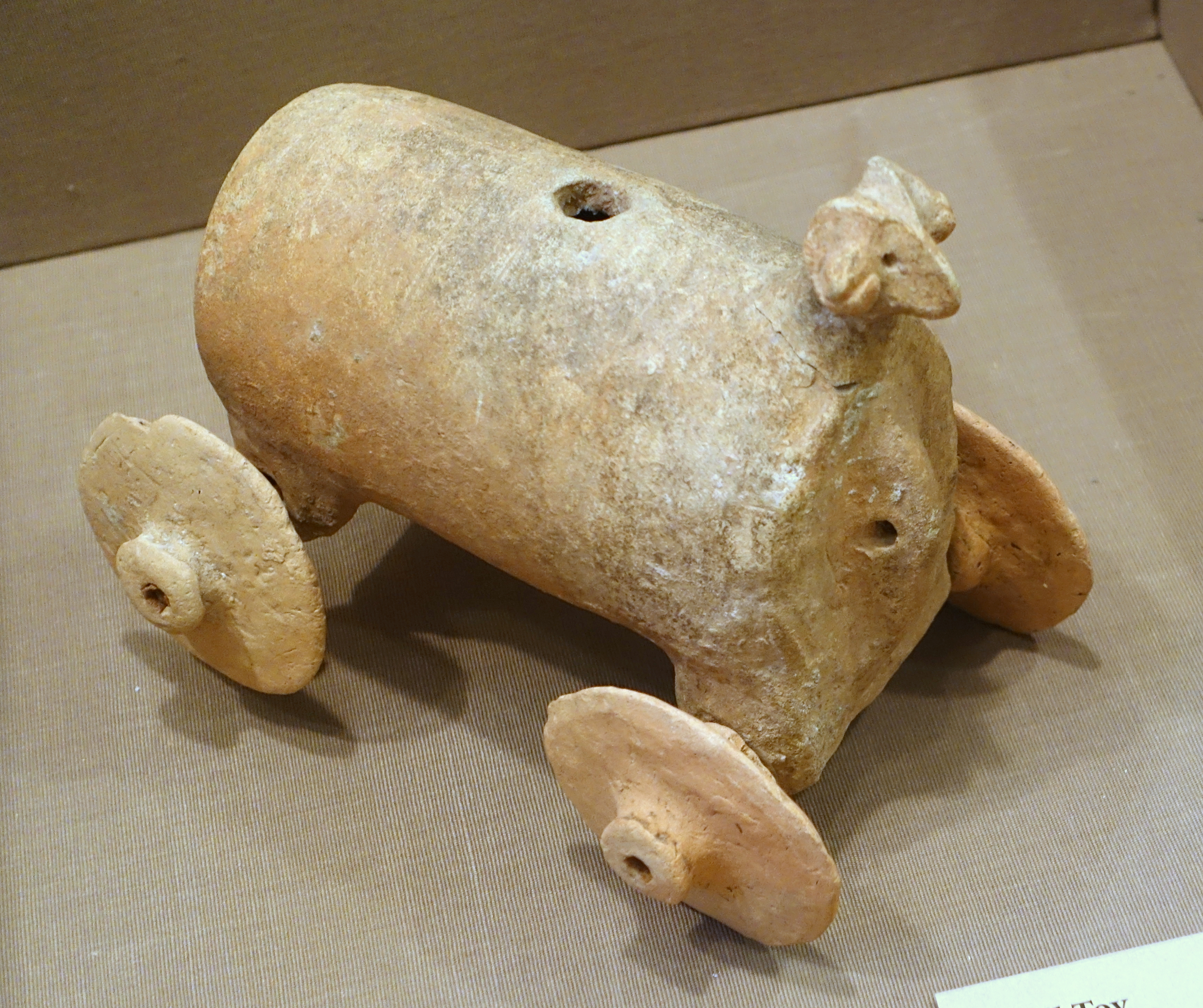
Trekdiertje, speelgoed uit Mesopotamië (ca. 2500 v.C.).
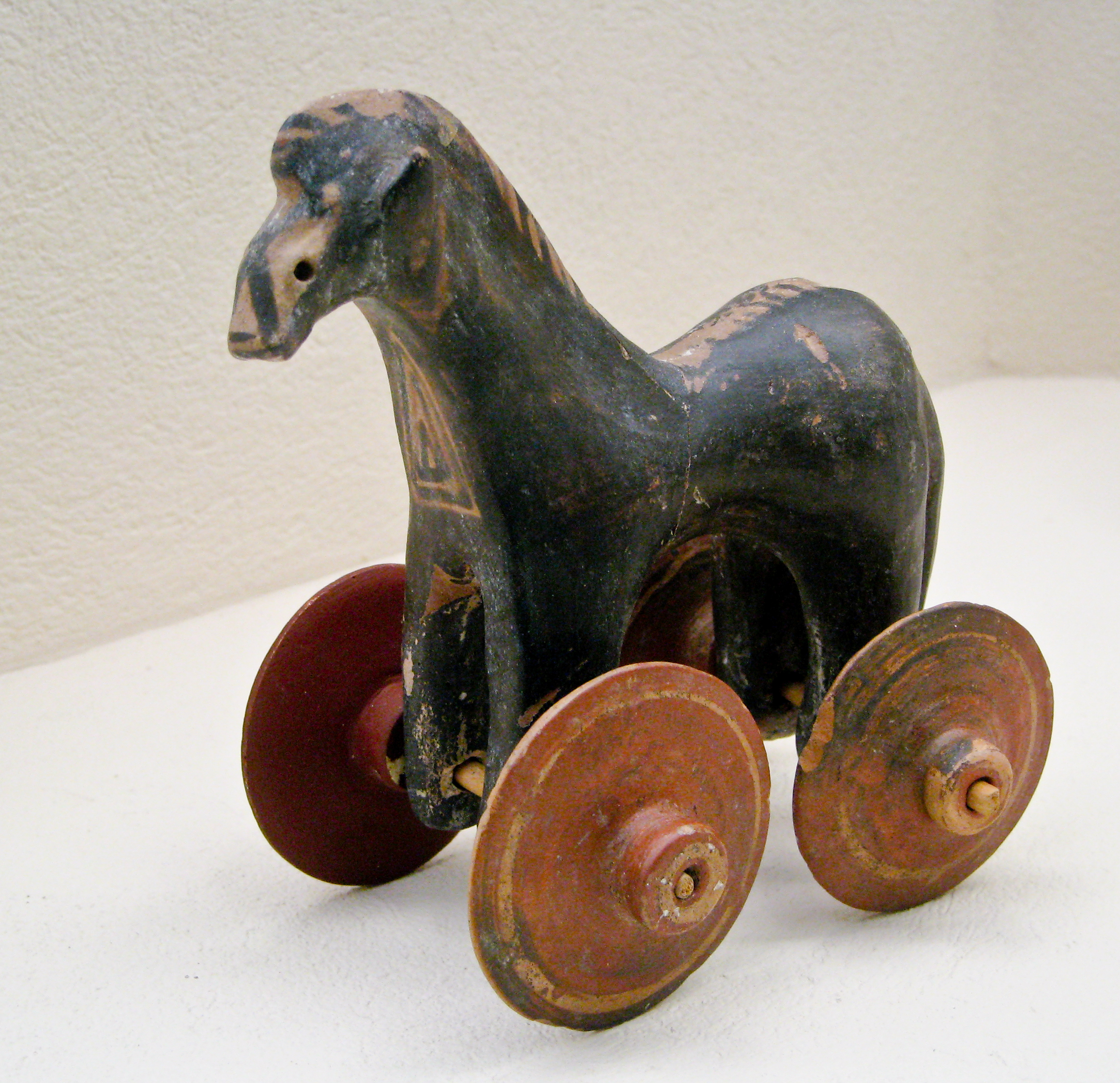
Speelgoedpaardje op wielen (Griekenland, ca. 900 v.C.).
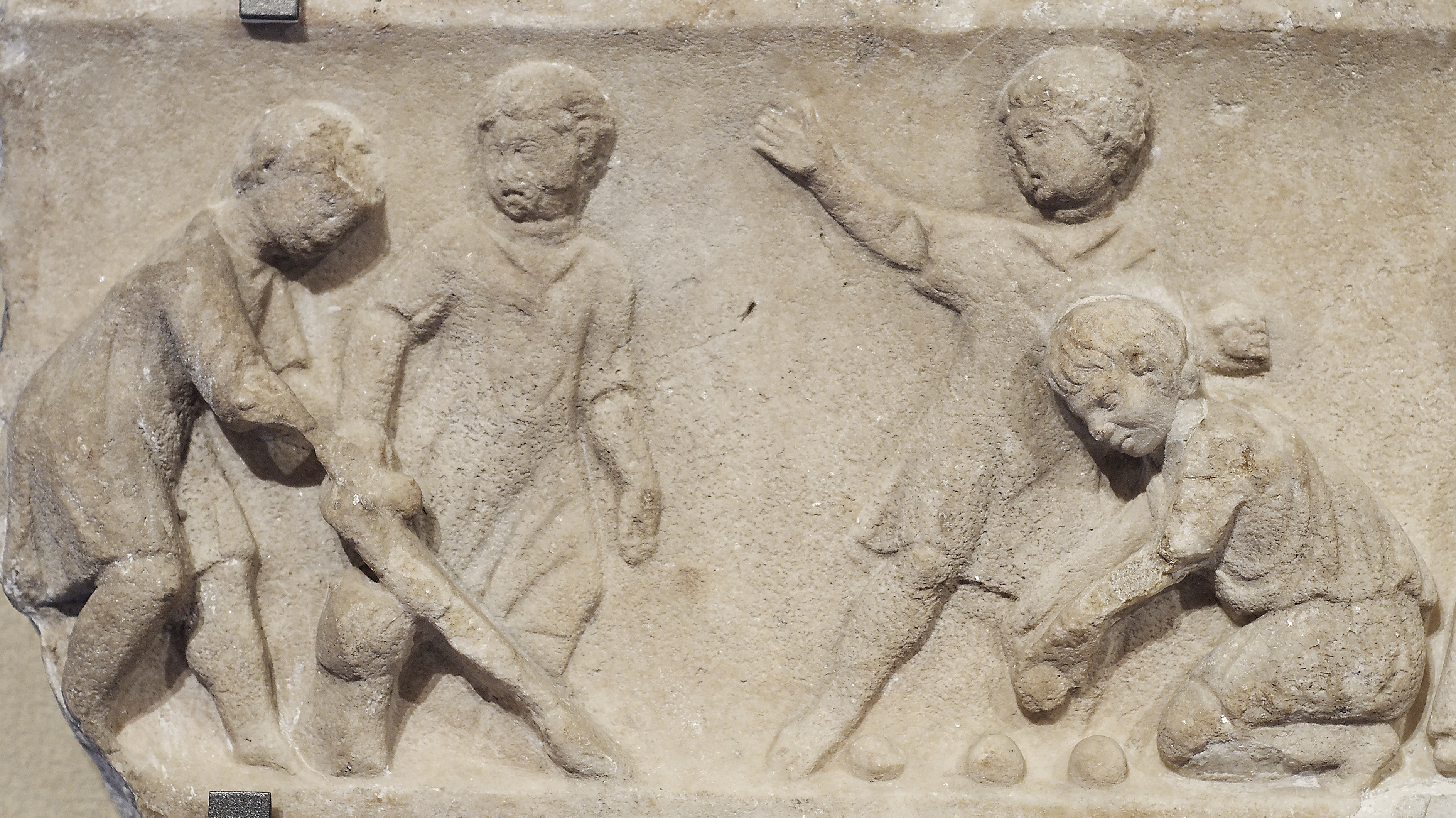
Kinderen spelen een balspel. Romeins reliëf in marmer (2e eeuw n.C.).
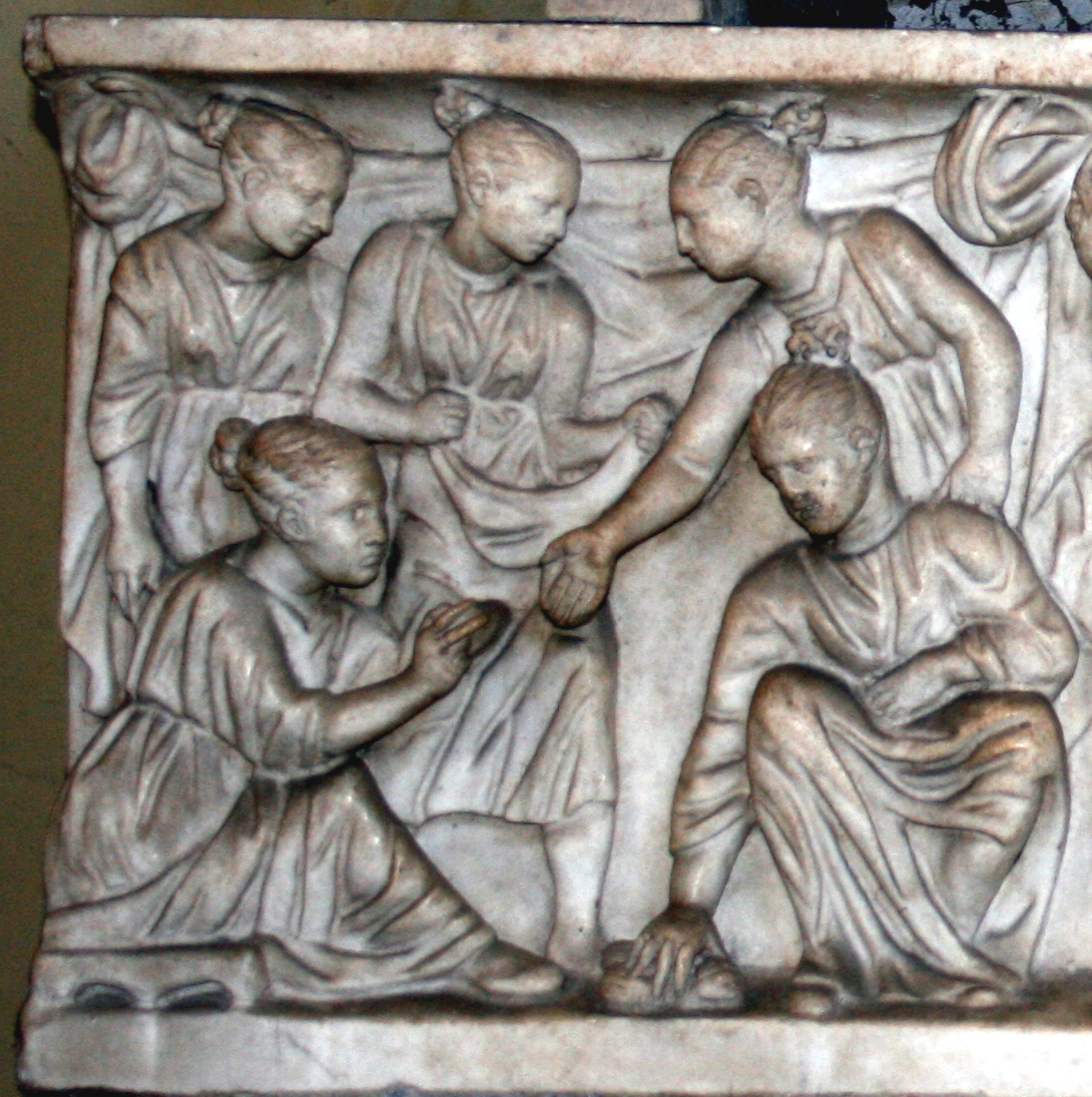
Meisje spelen een bikkelspel (Romeinse oudheid, reliëf op kindergraf).
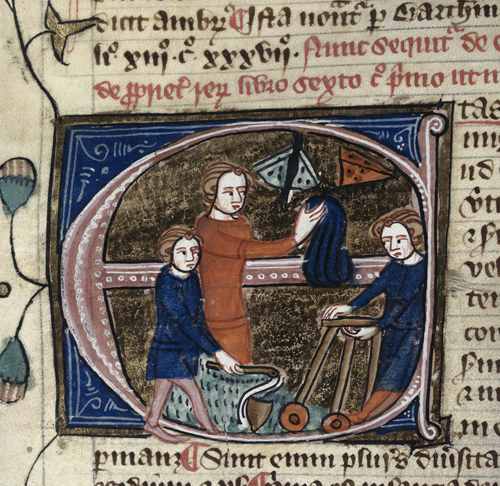
Middeleeuwse miniatuur met drie kinderen die onder meer met een tol en zweep spelen en vlinders vangen (14e eeuw).
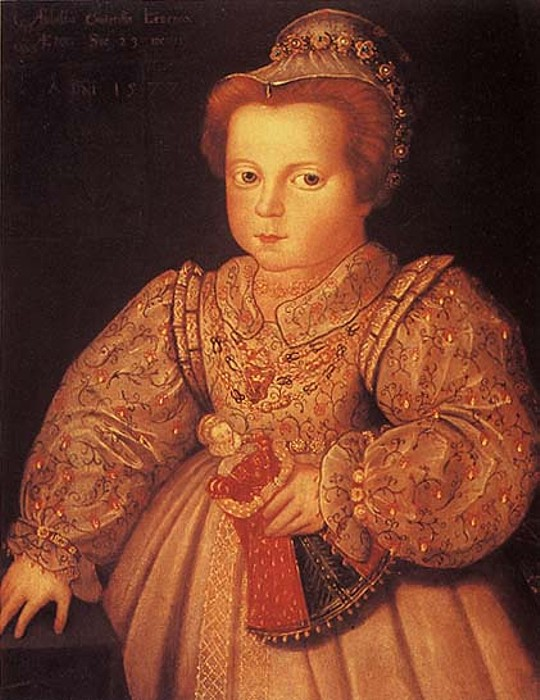
Olieverfschilderij van 2-jarig meisje met pop (1577).

Hoewel er in oude culturen weinig is opgetekend over de praktijk van het kinderspel, is er bij opgravingen uit alle bekende culturen kinderspeelgoed gevonden, zoals Mesopotamië, het Oude Egypte, de Romeinse oudheid en de Middeleeuwen.
Het is opvallend dat sommig speelgoed door duizenden jaren heen in gebruik en vrijwel onveranderd blijft, waaronder bijvoorbeeld: trekdiertjes, speelgoedpaardjes, poppen, ballen, tollen (met zweep), hoepels, stokpaardjes, knikkers en rammelaars. Dit lijkt te duiden op een bepaalde continuïteit in het kinderspel en in het achterliggende belang van de vaardigheden die ermee worden opgedaan (motorische ontwikkeling, sociale ontwikkeling, voorbereiding om deel te gaan uitmaken van de samenleving enz.).

## In het taalgebruik
Omdat het zo eenvoudig is, worden simpele zaken vergeleken met kinderspel: "Dat is voor jou toch kinderspel". Ook het tegenovergestelde komt voor: "Dat is geen kinderspel" (dat is een ernstige of ingewikkelde zaak).
In zijn gedicht 'Poëzie is kinderspel' verwoordt de Nederlandse dichter Lucebert dat hetgeen eenvoudig lijkt, niet altijd kinderspel is.